# 拉兰雅尔-保利斯塔
拉兰雅尔-保利斯塔是巴西圣保罗州的一个市镇。总面积386.763平方公里，总人口26296人，人口密度68人/平方公里。